# Наточий, Сергей Алексеевич
Серге́й Алексе́евич Наточий (10 апреля 1961, пос. Новосоветский, Егорьевский район, Алтайский край, СССР — 1 декабря 2001, станица Стодеревская, Ставропольский край, Россия, похоронен в Краснодарском крае) — подполковник ВВС РФ, участник Афганской война и Абхазской войны, осетино-ингушского конфликта, Первой и Второй чеченской войны, Герой Российской Федерации (2002, посмертно). Начальник парашютно-десантной подготовки и поисково-спасательной службы отдела боевой подготовки управления авиации Северо-Кавказского военного округа.

## Биография
Родился 10 апреля 1961 года в поселке Новосоветский Егорьевского района Алтайского края. Русский. Через несколько лет семья переехала в Краснодарский край, где он окончил среднюю школу.
- В 1982 году окончил Саратовское высшее военное авиационное училище лётчиков, после чего направлен на службу в 55-й Севастопольский отдельный вертолётный полк (Северная группа войск, Польша).
- В 1985 году переведён в вертолётный полк Прикарпатского военного округа (Броды, УССР).
- С октября 1985 года по январь 1987 года — участник Афганской войны, совершил сотни боевых вылетов. За мужество в боях награждён государственными наградами СССР и Афганистана.
- 1987—1992 — продолжил службу в Бродах.
- В 1992 году перевёлся в российскую армию, в мае этого года вновь зачислен в списки личного состава 55-го вертолётного полка (теперь передислоцирован в город Кореновск Краснодарского края). Командовал экипажем вертолёта Ми-24.
- В 1992—1993 годах — участник войны в Абхазии и осетино-ингушского конфликта.
- С января 1995 по октябрь 1996 годов — участник первой чеченской войны.
- С 1995 года — начальник поисково-спасательной и парашютно-десантной службы 55-го Севастопольского отдельного вертолётного полка ВВС Северо-Кавказского военного округа.
- С 1999 года — участник второй чеченской войны, выполнил три командировки (ноябрь 1999, март-май 2000, май-июль 2001), лично участвовал в эвакуации с поля боя в общей сложности 80 раненых российских военнослужащих.
  - 15 ноября 1999 года в районе Бамута во главе группы на вертолёте Ми-8 прибыл на место вынужденной посадки повреждённого вертолёта Ми-24, организовал его ремонт, во главе группы свыше 2 часов вёл бой до прибытия подкрепления.
  - 24 ноября 1999 года при высадке десанта у села Ялхой-Мохк командовал силами прикрытия в составе звена Ми-24, демаскировал себя, и по вспышкам выстрелов засекал и передавал координаты огневых точек экипажам, лично уничтожил 3 огневые точки боевиков.
  - 11 октября 2001 — повышен в звании до подполковника, назначен начальником парашютно-десантной подготовки и поисково-спасательной службы отдела боевой подготовки управления авиации Северо-Кавказского военного округа.
  - 1 декабря 2001 года в сложных метеоусловиях возвращался из Чечни с аэродрома Ханкала на аэродром Прохладный на вертолете Ми-26 под командованием майора О. В. Бондаренко. Из-за обледенения произошел отказ левого двигателя, при снижении на высоте около 300 метров над школой станицы Стодеревская отключился правый двигатель. Бондаренко отключил обороты несущего винта и уменьшил вертикальную скорость, что позволило избежать жертв среди находившихся в школе. Наточий в это время инструктировал экипаж и пассажиров, как им спасти жизнь при ударе об землю. Вертолёт упал возле школьного двора. Наточий получил ранение и травмы, но организовал эвакуацию раненых, лично вынес лётчиков, при взрыве топливных баков закрыл своим телом раненого капитана Карпухова и получил травмы и ожоги, несовместимые с жизнью. Скончался в тот же день.

Указом Президента Российской Федерации от 21 сентября 2002 года за мужество и героизм, проявленные при выполнении воинского долга, подполковнику Наточему Сергею Алексеевичу посмертно присвоено звание Героя Российской Федерации.
Похоронен в Краснодарском крае. Награждён орденами Красной Звезды (31.07.1986), Мужества (13.04.2000), медалями СССР, России и Афганистана.